# Тимофеев, Артём Валерьевич
Артём Вале́рьевич Тимофе́ев (род. 6 января 1985, Казань) — российский шахматист, гроссмейстер (2003).

## Биография
Занимался шахматами у Муравьева Константина Ивановича и международного гроссмейстера Панченко Александра Николаевича.
Первый успех – третье место на Чемпионате России до 12 лет. На чемпионате мира до 14 лет (1999 год,Оропеса-дель-Мар, Испания) Тимофеев разделил 1 место с Захаром Ефименко и Андреем Волокитиным, став вторым по дополнительным показателям.
Победил на чемпионате Европы до 18 лет в 2000 году. В марте 2003 года (город Казань) победил в  матче Виктора Корчного. В 2005 выиграл чемпионат России до 20 лет. Обладатель Кубка России 2007 и  финалист Кубка России (2010). В 2008 выиграл «Moscow Open». Пять раз участвовал в суперфиналах чемпионата России в 2004 — делёж 8—10-го мест, в 2007 — 12-е место, в 2008 — 7-е место (единолично лидировал за два тура до конца, но затем проиграл Никите Витюгову и Евгению Томашевскому), в 2009 — 9-е место, в 2011 - 8-е место . Бронзовый призёр чемпионата Европы среди мужчин 2010.
Международным мастером стал в 15 лет, международным гроссмейстером в 18. В разное время помогали в занятиях шахматами Сергей Дмитриевич Ионов, Андрей Харлов, Дмитрий Бочаров.
Артем Тимофеев входил в состав сборной России на командном Чемпионате Европы 2005 в Гётеборге. Наивысшее место в мировом рейтинге – 42-е (в 2005-м году). Самый высокий рейтинг в июле 2010 — 2690 пунктов Эло.
Двукратный чемпион России (2002, 2003) в составе казанской команды «Ладья-Казань-1000». Также чемпион этого соревнования в составе «Томск-400» (2009). В клубном Кубке Европы 2006 в составе казанской «Ладьи» второе общекомандное место среди 60 клубов (город Фюген, Австрия). Неоднократный участник традиционных товарищеских матчей Россия-Китай.
С 17 по 21 июля 2014 года во Владивостоке Артем Тимофеев выиграл турнир по быстрым шахматам "Тихоокеанский меридиан" — этап Рапид Гран-при России, набрав 8,5 очков из 11 и по дополнительным показателям обогнав Владимира Белоуса ("серебро") и Дмитрия Бочарова ("бронза").
Артём Тимофеев стал победителем Весеннего фестиваля (2019, апрель,Будапешт).
Окончил Казанский технологический университет. Женат на шахматистке Екатерине Харашуте. Имеет сына.
- 2008, Новокузнецк, Высшая лига чемпионата России — 8 из 11 (+5 −0 =6). Первое место.

## Изменения рейтинга
| Графики недоступны из-за технических проблем. См. информацию на Фабрикаторе и на mediawiki.org. |